# Quartierspark Rosenfelder Ring
Der Quartierspark Rosenfelder Ring ist eine zwischen 2009 und 2011 neu angelegte Parkanlage im Berliner Ortsteil Friedrichsfelde des Bezirks Lichtenberg. Der Quartiersplatz für das Stadtviertel um den Rosenfelder Ring entstand in zwei Etappen nach dem Abriss eines Schulkomplexes in Verbindung mit benachbarten Sport- und Grünflächen nach einer Bürgerbefragung im Auftrag des Bezirksamts. Er erstreckt sich über drei Geländeterrassen. Mit der Fertigstellung des oberen Bereichs wurde der neue Park am 5. Juni 2010 im Rahmen eines Kiezfestes (Countryfest LIBEZEM) eingeweiht. Die offizielle Übergabe der mittleren und unteren Ebene erfolgte am 28. Mai 2011.

## Lage und Geschichte
In den 1960er und 1970er Jahren wurde das Gebiet nördlich der Straße Alt-Friedrichsfelde durch intensive Errichtung von Plattenbauten von einem vorherigen Kleinsiedlungsgebiet zu einem Wohnviertel vor allem für kinderreiche Familien. Dafür entstanden außer den mehretagigen Wohnblöcken Kinderkrippen, Kindergärten (Kitas) auch zwei Schulkomplexe. Seit den 1990er Jahren erfolgte eine altersmäßige Durchmischung der Kiezbewohner, wodurch Kitas und Schulen nicht mehr ausgelastet wurden. Einige mussten nach längerem Leerstand abgerissen werden; mit dem Standort der ehemaligen 14. Oberschule Fritz Schmenkel (Rosenfelder Ring 39) zwischen den Wohnhäusern war die Basis für einen neuen Park gegeben. Die entstandenen Freiflächen sollten zu Erholungszwecken genutzt werden, weswegen in einem vereinfachten Wettbewerbsverfahren das Büro für Garten- und Landschaftsarchitektur Steffi-Regina Betz mit der Planung beauftragt wurde. Im Dezember 2008 und im Januar 2009 konnten Anwohner auf Bürgerversammlungen Einblick in den Entwurf nehmen und ihre Ideen und Vorschläge einbringen. Wichtigster Gedanke war eine generationenübergreifende Nutzung. Ein eigens gebildeter ehrenamtlicher Baubeirat beriet das Bezirksamt bei der Feinplanung und der Realisierung.

## Parkentstehung: erster Bauabschnitt
Im ersten Bauabschnitt vom Herbst 2009 bis Juni 2010 wurde das Gelände neu modelliert, es entstanden ein übersichtliches Wegesystem, Rosenbeete und Spielmöglichkeiten, außerdem wurden Parkbänke aufgestellt. Zu den bereits vorhandenen älteren Bäumen kamen in Kreisbögen angeordnete Neupflanzungen von Zierkirschen, Birken und Walnussbäumen hinzu. Wildrosensträucher und Rasenflächen umgeben die Funktionsbereiche. Die ausgewählten Gehölzarten garantieren im gesamten Jahresverlauf abwechslungsreiche Wirkungen. Die Kosten in Höhe von 340.000 Euro wurden weitestgehend aus dem Programm Stadtumbau Ost getragen.
Der Name der Grünanlage – Quartierspark Rosenfelder Ring – orientiert sich an der umgebenden verzweigten Straße und interpretiert „Rosen“, „Felder“ und „Ring“ durch seine Gestaltung völlig neu.

## Parkentstehung: zweiter Bauabschnitt
Im nächsten Bauabschnitt, der den ehemaligen Sportplatz mit der Laufbahn integrierte, komplettierten ein Tischtennis- und ein Bolzplatz, Fitnessgeräte für Senioren und weitere Bereiche den neuen Park. 
Der zweite Parkring um das vorher entstandene Zentrum enthält mehrere verschiedenartige Ballspielmöglichkeiten sowie einen überdachten Treffpunkt für Jugendliche. Außerdem wurde ein spezieller Mädchenbereich mit Sitz- und Balancierbalken, einem Gurtsteg zum Hüpfen und mit einer als Bühne nutzbaren Rundbank gestaltet. Dieser Abschnitt ist mit Sträuchern etwas vom übrigen Parkbereich abgetrennt. In einem äußeren abschließenden Ring wurden in farbige Kunststoffbelagsflächen Geräte zum Training von Gleichgewicht, Ausdauer, Koordination und Kraft eingebaut. Sie stehen allen Interessierten zur Verfügung, zu ihrer effektiven Nutzung sind Anleitungsschilder aufgestellt.
Barrierefrei kann der Park an der Ostseite über den vorhandenen Betonweg betreten bzw. verlassen werden. Der südliche Parkbereich ist aus Sicherheitsgründen mit einem Metallzaun umgeben. Östlich und westlich führen Treppen in den Quartierspark hinein. Die Einweihung des Fitnessbereiches im zweiten Bauabschnitts erfolgte am 28. Mai 2011 im Rahmen des 6. Countryfestes.

## Neubau einer Grundschule
Auf dem 14.000 Quadratmeter großen Grundstück soll bis Sommer 2027 wieder ein Schulkomplex entstehen. Das Wohnungsunternehmen HOWOGE plant im Rahmen der Berliner Schulbauoffensive ab Anfang 2026 den Bau einer dreizügigen Grundschule in Holzmodulbauweise mit dazugehöriger Sporthalle. Dazu wird der Quartierspark Rosenfelder Ring überbaut werden.